# Ernst Leopold von Schleswig-Holstein-Sonderburg-Norburg

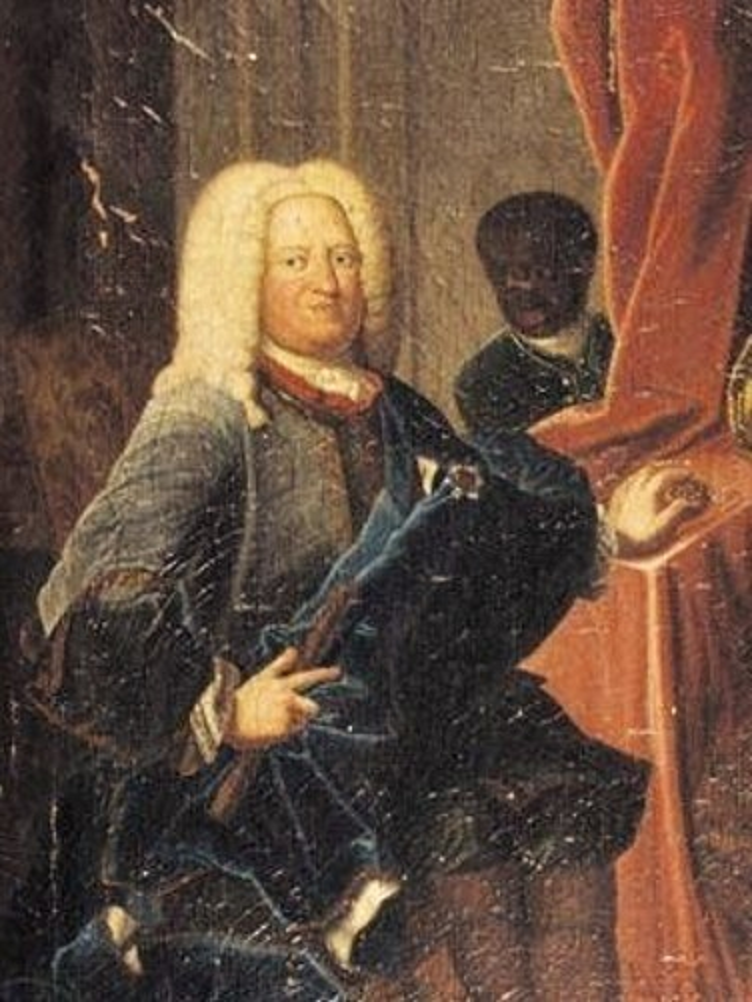
Ernst Leopold von Holstein-Norburg

Ernst Leopold von Schleswig-Holstein-Sonderburg-Norburg (historisch oftmals verkürzt zu Ernst Leopold von Holstein-Norburg; * 13. August 1685 in Fürstenau; † 7. August 1722 in Wesel) war ein Prinz und Titular-Herzog des Hauses Schleswig-Holstein-Sonderburg-Norburg. Er war kaiserlicher Generalfeldwachtmeister (Generalmajor) und Obrist über das Dragonerregiment von den niederländischen Nationaltruppen „Holstein-Norburg“. Mehrere Kombinationsvarianten aus den Namensteilen sind historisch, zum Beispiel Herzog von Holstein-Sonderburg in Nordburg.

## Leben

### Herkunft
Sein Großvater war Herzog Friedrich von Schleswig-Holstein-Norburg (1581–1658). Leopold Ernst wurde als viertes Kind von Rudolf Friedrich (1645–1688), Herzog zu Schleswig-Holstein-Sonderburg-Norburg, und Bibiana, geborene Gräfin von Promnitz (1649–1685), geboren. Die beiden ältesten Geschwister, Karl und Bibiane Amalia, waren bereits 1682 und 1683, je im Alter von einem Jahr, gestorben. Ihr Vater und dessen Bruder Christian August von Schleswig-Holstein-Sonderburg-Norburg  waren niemals an der Administration des abgeteilten Herzogtums beteiligt, das bereits 1669 bankrottgegangen und in der Folge vom dänischen König Friedrich III. wieder eingezogen und einer anderen Nebenlinie, der Plöner, vergeben worden war.
Zur Zeit seiner Geburt stand sein Vater als Offizier in den Diensten von Wilhelm III. von Oranien-Nassau. Seine Mutter, die bereits sechs Tage nach seiner Geburt starb, hatte das Gut Fürstenau in Schlesien in die Ehe eingebracht. Nach dem Tod des Vaters 1688 wuchs Ernst Leopold mit seiner Schwester Elisabeth Sophie Marie am Hof ihrer Vormunde, der Herzöge Anton Ulrich, dem Ehemann ihrer Tante väterlicherseits Elisabeth Juliane (1634–1704), und Rudolf August in Wolfenbüttel auf. Dort war der aus Glogau stammende Jurist Johann Joachim von Roeber (1662–1732), der 1694 nach Wolfenbüttel gekommen war, der Erzieher des Prinzen. Roeber stieg in herzoglich braunschweigischen Diensten 1707 zum Lehnsrat, 1713 zum Hofrat auf.  Ab 1724 war er in Aurich kaiserlicher Kommissar für Ostfriesland, seit 1728 mit dem Titel eines Geheimen Justizrats.
Ernst Leopolds Schwester Elisabeth Sophie Marie heiratete 1701 den Sohn von Herzog Johann Adolf von Schleswig-Holstein-Sonderburg-Plön Adolph August, der bereits 1704 verstarb. 1710 schloss sie eine zweite Ehe mit dem gemeinsamen Cousin August Wilhelm von Braunschweig-Wolfenbüttel, dem Sohn ihres ehemaligen Vormunds Anton Ulrich von Braunschweig-Wolfenbüttel mit ihrer Tante Elisabeth Juliane. Ein anderer Cousin war der regierende Graf und Reichskammergerichts-Präsident Friedrich Ernst zu Solms-Laubach (1671–1723). Er war ein Sohn von Ernst Leopolds Tante mütterlicherseits, Benigna Gräfin von Promnitz, vermählte Gräfin zu Solms-Laubach (1648–1702).

### Wirken und Tod
Wie sein verstorbener Vater Rudolf Friedrich (1645–1688) trat Ernst Leopold von Schleswig-Holstein-Norburg in Kriegsdienste und war einige Jahre in Brüssel. Der Prinz stieg im militärischen Rang bis zum kaiserlichen Generalfeldwachtmeister auf. Als Obrist hatte er das Kommando über das 1714 aus Spanisch-Habsburgischen in den kaiserlichen Dienst übergetretene Dragonerregiment von den niederländischen Nationaltruppen „Holstein-Norburg“ inne. Als er in Brüssel erkrankte, wollte er zu seiner Schwester an ihren Hof in Wolfenbüttel fahren. Er verstarb jedoch auf der Reise zu ihr in Wesel, worauf seine Leiche im August 1722 nach Wolfenbüttel überführt und an seinem 37. Geburtstag in der dortigen fürstlichen Familiengruft in der Marienkirche beigesetzt wurde. Nachdem bereits 1704 der Leichnam seiner Tante Elisabeth Juliane darin beigesetzt worden war, kam 1767 auch der seiner Schwester als 29. und letzter in das Erbbegräbnis unter dem Chor, das 1605 eingerichtet wurde.
Noch vor seinem Tod hatte der dänische König Friedrich IV. den aus der jüngeren Plön-Norburger Linie stammenden Friedrich Karl, dessen ebenbürtige Abstammung der König anerkannt hatte, 1722 mit Norburg belehnt. Dass Ernst Leopold je selbst in Norburg als Herzog residiert habe, wie im Neu vermehrtes Conversations-Lexicon von 1782 zu lesen ist, entspricht nicht den Tatsachen, denn Ernst Leopold und seine ältere Norburger Linie, die mit ihm im Mannesstamm ausstarb, hatte keinen Erbanspruch mehr auf den Norburger Besitz gehabt, seit der dänische König Friedrich III. ihn nach dem Bankrott des abgeteilten Herzogtums im Jahre 1669 dem letzten Herzog der Norburger Linie auf Norburg, seinem Onkel Johann Bogislaw (1629–1679), entzogen und nach dessen Tod der Plöner Linie überlassen hatte.
Nach des Herzogs Tod übertrug Kaiser Karl VI. im September 1722 das Dragonerregiment, das Ernst Leopold von Schleswig-Holstein-Norburg in den Niederlanden innegehabt hatte, Ferdinand Albrecht II., Fürsten von Braunschweig-Wolfenbüttel-Bevern (1680–1735).

## Ahnentafel
| Ahnentafel Ernst Leopold von Schleswig-Holstein-Sonderburg-Norburg  | Ahnentafel Ernst Leopold von Schleswig-Holstein-Sonderburg-Norburg                                                             | Ahnentafel Ernst Leopold von Schleswig-Holstein-Sonderburg-Norburg                                                                                    | Ahnentafel Ernst Leopold von Schleswig-Holstein-Sonderburg-Norburg                                                           | Ahnentafel Ernst Leopold von Schleswig-Holstein-Sonderburg-Norburg                                                           | Ahnentafel Ernst Leopold von Schleswig-Holstein-Sonderburg-Norburg                                                                                    | Ahnentafel Ernst Leopold von Schleswig-Holstein-Sonderburg-Norburg                                                                                                   | Ahnentafel Ernst Leopold von Schleswig-Holstein-Sonderburg-Norburg                                                                                    | Ahnentafel Ernst Leopold von Schleswig-Holstein-Sonderburg-Norburg                                                                                    |
| ------------------------------------------------------------------- | --- | --- | --- | --- | --- | --- | --- | --- |
| Urur- großeltern                                                    | König Christian III. (Dänemark und Norwegen) (1503–1559) ⚭ 1525 Prinzessin Dorothea von Sachsen-Lauenburg (1511–1571)          | Herzog Ernst III. (Braunschweig-Grubenhagen) (1518–1567) ⚭ 1547 Prinzessin Margarethe von Pommern-Wolgast (1518–1569), Tochter des Georg I. (Pommern) | Fürst Joachim Ernst (Anhalt) (1536–1586) ⚭ 1571 Prinzessin Eleonore von Württemberg (1552–1618)                              | Herzog Heinrich Julius (Braunschweig-Wolfenbüttel) (1564–1613) ⚭ 1585 Prinzessin Dorothea von Sachsen (1563–1587)            | Freiherr Seyfried von Promnitz (1534–1597) ⚭ 1558 Freiin Ursula Schaffgotsch (xxx–1587)                                                               | Freiherr Sigismund II. von Kurzbach zu Militsch und Trachenberg (1547–1579) ⚭ 1568 Prinzessin Helena von Liegnitz (1545–1583), Tochter des Friedrich III. (Liegnitz) | Edler Herr Veit III. von Schönburg-Lichtenstein (1563–1622) ⚭ 1598 Gräfin Catharina von Eberstein-Massow (1579–1617)                                  | Freiherr Johann Georg von Schwanberg zu Bor (1548–1617) ⚭ 1593 Elisabeth Colonna von Fels (1575–1616)                                                 |
| Ur- großeltern                                                      | Herzog Johann (Schleswig-Holstein-Sonderburg) (1545–1622) ⚭ 1568 Prinzessin Elisabeth von Braunschweig-Grubenhagen (1550–1586) | Herzog Johann (Schleswig-Holstein-Sonderburg) (1545–1622) ⚭ 1568 Prinzessin Elisabeth von Braunschweig-Grubenhagen (1550–1586)                        | Fürst Rudolf (Anhalt-Zerbst) (1576–1621) ⚭ 1605 Prinzessin Dorothea Hedwig von Braunschweig-Wolfenbüttel (1587–1609)         | Fürst Rudolf (Anhalt-Zerbst) (1576–1621) ⚭ 1605 Prinzessin Dorothea Hedwig von Braunschweig-Wolfenbüttel (1587–1609)         | Landvogt der Niederlausitz Heinrich Anselm von Promnitz (1564–1622) ⚭ 1590 Freiin Sophie von Kurzbach (1570–xxx)                                      | Landvogt der Niederlausitz Heinrich Anselm von Promnitz (1564–1622) ⚭ 1590 Freiin Sophie von Kurzbach (1570–xxx)                                                     | Edler Herr Georg Ernst von Schönburg-Lichtenstein (1601–1664) ⚭ 1623 Freiin Benigna von Schwanberg (1599–1648)                                        | Edler Herr Georg Ernst von Schönburg-Lichtenstein (1601–1664) ⚭ 1623 Freiin Benigna von Schwanberg (1599–1648)                                        |
| Großeltern                                                          | Herzog Friedrich (Schleswig-Holstein-Norburg) (1581–1658) ⚭ 1632 Prinzessin Eleonore von Anhalt-Zerbst (1608–1681)             | Herzog Friedrich (Schleswig-Holstein-Norburg) (1581–1658) ⚭ 1632 Prinzessin Eleonore von Anhalt-Zerbst (1608–1681)                                    | Herzog Friedrich (Schleswig-Holstein-Norburg) (1581–1658) ⚭ 1632 Prinzessin Eleonore von Anhalt-Zerbst (1608–1681)           | Herzog Friedrich (Schleswig-Holstein-Norburg) (1581–1658) ⚭ 1632 Prinzessin Eleonore von Anhalt-Zerbst (1608–1681)           | Landvogt der Niederlausitz Graf Sigismund Siegfried von Promnitz (1595–1654) ⚭ 1647 Freiin Catharina Elisabeth von Schönburg-Lichtenstein (1625–1650) | Landvogt der Niederlausitz Graf Sigismund Siegfried von Promnitz (1595–1654) ⚭ 1647 Freiin Catharina Elisabeth von Schönburg-Lichtenstein (1625–1650)                | Landvogt der Niederlausitz Graf Sigismund Siegfried von Promnitz (1595–1654) ⚭ 1647 Freiin Catharina Elisabeth von Schönburg-Lichtenstein (1625–1650) | Landvogt der Niederlausitz Graf Sigismund Siegfried von Promnitz (1595–1654) ⚭ 1647 Freiin Catharina Elisabeth von Schönburg-Lichtenstein (1625–1650) |
| Eltern                                                              | Herzog Rudolf Friedrich von Schleswig-Holstein-Sonderburg-Norburg (1645–1688) ⚭ 1680 Gräfin Bibiane von Promnitz (1649–1685)   | Herzog Rudolf Friedrich von Schleswig-Holstein-Sonderburg-Norburg (1645–1688) ⚭ 1680 Gräfin Bibiane von Promnitz (1649–1685)                          | Herzog Rudolf Friedrich von Schleswig-Holstein-Sonderburg-Norburg (1645–1688) ⚭ 1680 Gräfin Bibiane von Promnitz (1649–1685) | Herzog Rudolf Friedrich von Schleswig-Holstein-Sonderburg-Norburg (1645–1688) ⚭ 1680 Gräfin Bibiane von Promnitz (1649–1685) | Herzog Rudolf Friedrich von Schleswig-Holstein-Sonderburg-Norburg (1645–1688) ⚭ 1680 Gräfin Bibiane von Promnitz (1649–1685)                          | Herzog Rudolf Friedrich von Schleswig-Holstein-Sonderburg-Norburg (1645–1688) ⚭ 1680 Gräfin Bibiane von Promnitz (1649–1685)                                         | Herzog Rudolf Friedrich von Schleswig-Holstein-Sonderburg-Norburg (1645–1688) ⚭ 1680 Gräfin Bibiane von Promnitz (1649–1685)                          | Herzog Rudolf Friedrich von Schleswig-Holstein-Sonderburg-Norburg (1645–1688) ⚭ 1680 Gräfin Bibiane von Promnitz (1649–1685)                          |
| Ernst Leopold von Schleswig-Holstein-Sonderburg-Norburg (1685–1722) | | | | | | | | |